# 毛福梅旧宅
29°42′13.3″N 121°21′27.0″E / 29.703694°N 121.357500°E
毛福梅旧宅，俗称下三份，位于中国浙江省宁波市奉化区溪口镇岩头村西街南段，为蒋中正发妻毛福梅幼时的居所。建筑为毛福梅父亲所建，坐北朝南，为三合院建筑。建筑正屋、厢房均为二层楼房，正屋面阔三间两弄，穿斗式梁架。厢房面阔五间两弄，山墙为五马头封火墙。天井前有照壁，上有人物亭台楼阁装饰。正门位于东厢房，青石槛框，门额“素居”二字为20世纪90年代拍摄电视剧时依照丰镐房所加。旧宅2013年4月21日公布为奉化市文物保护单位。